# Svatý Jiří
Svatý Jiří é uma comuna checa localizada na região de Pardubice, distrito de Ústí nad Orlicí.